# Ioan Hariga
Ioan Hariga (n. 7 februarie 1938) este un fost deputat român în legislatura 1992-1996, ales în județul Iași pe listele PDSR. Ionel Hariga a demisionat pe data de 1 martie 1993 și a fost înlocuit de deputatul Ionel Bondariu. 